# Radio Killer
Radio Killer foi um grupo musical romeno de dance/pop e eurodance. Seu single de estreia foi lançado em 2009 e se chama "Voila". Foi a música mais transmitida na Romênia e na Rússia daquele ano. O nome "Radio Killer" vem do fato de que "radio killer" significa "golpe" na gíria dos Estados Unidos ; Radio Killer planeja que todas as suas músicas sejam sucessos.
Eles tiveram músicas em países como Alemanha, Itália, Espanha, Inglaterra, França, Rússia, Eslovênia, Grécia e Suíça e até conseguiram o primeiro lugar nas paradas do Reino Unido e ganharam um prêmio por "Best New Act" em 2010 Romanian Music Awards. Seu single "Calling You" foi a primeira música de um projeto de DJ romeno a estar na lista de reprodução da BBC Radio One . A música "Is It Love Out There" é o hino oficial da Liberty Parade, o maior evento de dança de rua da Romênia.

## Membros
Smiley
Nascido em 27 de julho de 1983 em Pitești na Romenia, nome verdadeiro Andrei Tiberiu Maria, Smiley é cantor, compositor, compositor e produtor musical. Fez parte da banda Simplu e tem desenvolvido carreira solo. Em 2013, ele ganhou o " Melhor ato romeno " durante o MTV Europe Music Awards realizado em Amsterdã. Ele havia sido indicado como ato solo três vezes para o mesmo prêmio em 2008, 2009 e 2011 e duas vezes em 2006 e 2007 como parte do Simplu. É também uma personalidade televisiva tendo sido anfitrião do Românii au talento por quatro temporadas consecutivas (2011-2014) e sendo treinador do Vocea României também por três temporadas consecutivas (2011-2013).
EleFunk
Nome verdadeiro Serban-Ionut Cazan
Paul Damixie
Paul Damixie é36 anos, é DJ da Radio Killer. Em março de 2016, Damixie ganhou o Remix Award em Miami por seu remix de "Hello" de Adele.
Crocodealer
Nome verdadeiro Alex Velea
DJ CellBlock
DJ CellBlock (Rares Mititean, 11 de abril de 1985, Bistrița, România) é um DJ, produtor musical e engenheiro de mixagem conhecido por suas colaborações com Codu' Penal ro:Codu' Penal e HaHaHa Production .
Discografia 
Créditos - Co/Produções
Smiley (cantor) feat. Alex Velea & Don Baxter - Cai verzi pe pereți
Smiley - Acasã
Anda Adam - Dacã são fi
Loredana Groza - Apa feat. cabrão
Façanha sorridente. Alex Velea - Dincolo de cuvinte
Cabron - Vamos ser amigos
Anda Adam - Amo
Loredana feat. Alex Velea, Cabron & Radu Mazăre - Viva Mamaia
Alex Velea - Când noaptea vine
Cabron - Iarna pe val feat. Novidades & Iony
Cabron - PaRap
Karie
Bicho-papão
Nome verdadeiro: Don Baxter
Lee Heart
Lee Coração (n. Catalina Ciobanu, 3 de maio de 1990, Bucareste, Romênia) é uma jovem artista de dança da Romênia e também a voz de Radio Killer. Com apenas 17 anos, ela se apresentou no palco com o Black Eyed Peas em seu show na Romênia em setembro de 2007.

## Discografia
Músicas
- voilá, 2009
- Seja livre, 2010
- Coração Solitário, 2010
- Não deixe a música acabar, 2011
- Chamando você, 2012
- É amor lá fora, 2012
- Você e Eu, 2012
- Meia da Noite, 2013
- Levanta-me, 2013
- Gente bonita, 2013
- Dia Perfeito, 2013
- Mate as luzes, 2014
- Viva bem, 2014
- Dói demais, 2015